# ヘルマン・フォン・ピュックラー＝ムスカウ

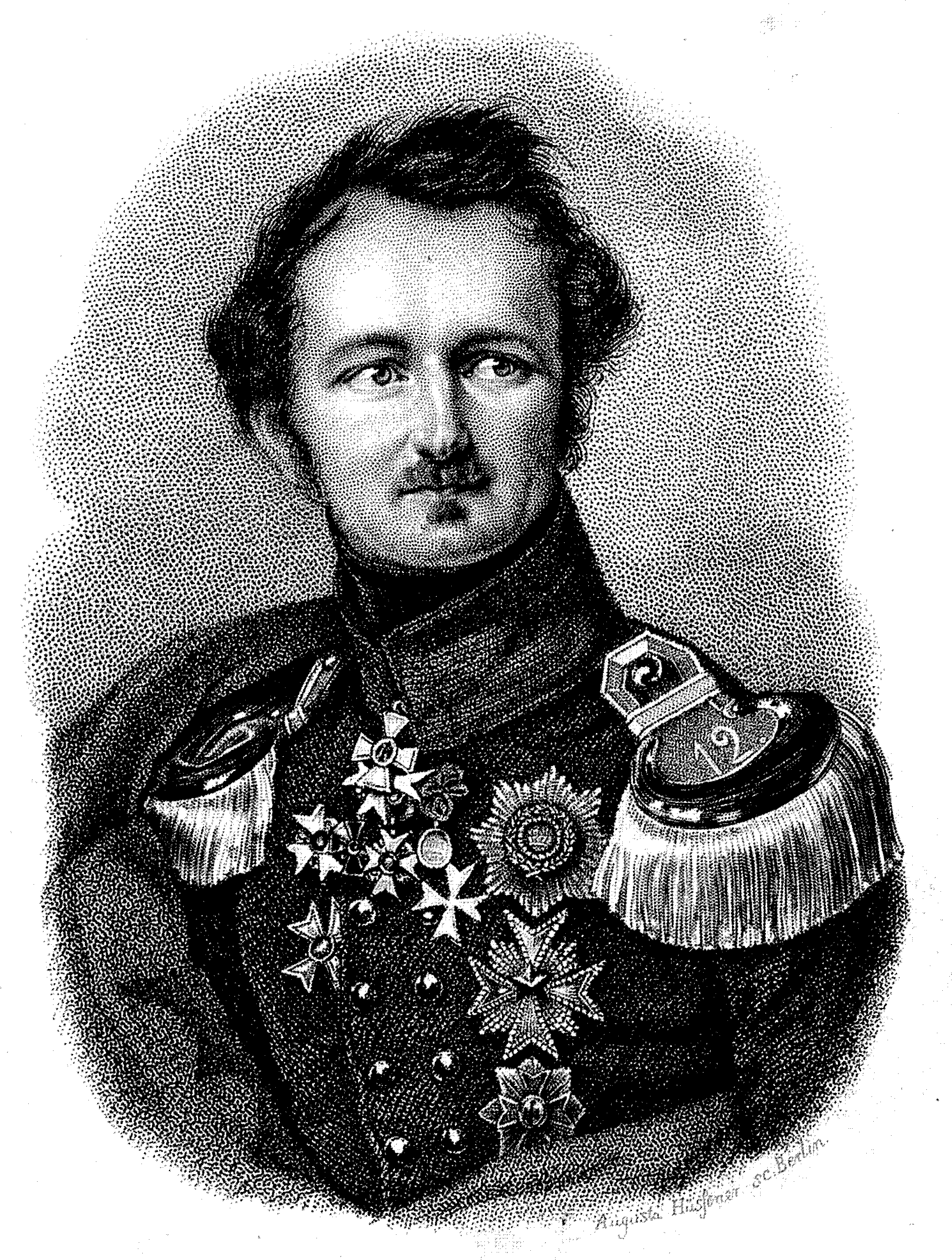
ヘルマン・フォン・ピュックラー＝ムスカウ侯爵

ヘルマン・フォン・ピュックラー＝ムスカウ（Hermann von Pückler-Muskau、1785年10月30日、ムスカウ城-1871年2月4日、コトブス近郊ブラニッツ城)は、ドイツ貴族で19世紀に活躍した造園家、ランドスケープアーキテクト、園芸家、作家、グルメ、世界旅行者。自身の城と世界遺産にもなったムスカウ公園を通じて世界的に有名になった。ドイツの大地主は、ランドスケープアーキテクトとしても豊かな才能を発揮した独学の芸術家、さらに作家と世界の旅行者として、生涯きらびやかな人生を送る。
著書「社会の旅行者」は、自身と自身の芸術作品に関する特集を書き下ろしたものだった。
世界で最も有名なアイスクリーム、ピュックラー・アイス（ナポリタン・アイスクリーム）はグルメで有名だったムスカウが開発したという。基本はバニラ味と、イチゴ味と、チョコ味の三色アイスで、ドイツのスーパーでピュックラー風と銘打って販売されている。

## 生涯
1785年にムスカウ城に生まれる。
ムスカウ公園で著名な伯爵だが、生涯で庭や景観デザイナーとしてだけでなく、多くの伝記、記事やレビューを執筆するライターとしても知られ、著書「社会の旅行者」で、自身と自身の芸術作品に関する特集だった。
シュプレー川畔にあるモラヴィア兄弟団の寄宿学校、ハレの寄宿学校、デッサウ市の学校で学び、1800年、ライプツィヒ大学で法律を専攻。1803年からドレスデン近衛騎兵連隊付軍属、1804年に大尉。短い兵役も務めたが、性格気質が禍して罷免される。その後イタリアやフランスへ、後に体験記を1835年、「アートウォーク」として刊行するが、1807年から1810年にかけて各地を旅する。ウルム、ウィーン、ミュンヘン、コンスタンツ、ルツェルン、ミラノ、ベルン、ジュネーブ、リヨン、アヴィニョン、アルル、マルセイユ、ジェノヴァ、ローマ、ナポリ、ヴェネツィア、トリノ、ストラスブール、パリといったヨーロッパ諸国を漫遊。1811年に父の死に遭遇。ムスカウに帰郷。広大な領地を相続。その後イギリスを1814年に旅をし、ストーンヘッジをはじめイギリス各地での観光体験は後の造園観に影響を与えた。
1817年にプロイセン王国首相カール・アウグスト・フォン・ハルデンベルクの娘ルーシー (1776–1854) と結婚（後に離婚）。このころからベルリンの芸術家や文学界の文豪ら（カール・フリードリヒ・シンケル、レオポルト・シェーファー、ベッティーナ・フォン・アルニム、ラーヘル・ファルンハーゲン・フォン・エンゼ、カール・ファルンハーゲン・フォン・エンゼ、ハインリヒ・ハイネなど）と交流し頻繁な訪問を受けるようになる。1822年には侯爵に列せられる。またプロシア政府から莫大な資金を贈られている。
その後イングランド各地や1828年にはアイルランドを旅し、1829年に帰国。1830年、『故人の手紙を』、その後1834年に『造園のヒント』 といった著書を刊行。
1834年から1840年にはオリエント諸国を回る旅を実施、船で黒海とドナウ川を経由して戻ってパリ、トゥーロン、ピレネー山脈、南への旅行とアルジェリア、チュニジア、マルタ、ギリシャ、クレタ島、エジプト、ハルツーム、メッカ、シリア、トルコを経てブダペストへと旅した。
ロンドンには1851年にも訪問。さらに多く旅し、ピュックラー自身永遠の旅行者と呼ばれ、詩人ハインリヒ・ハイネや、ブローニュの森の事業を進めていたナポレオン三世への謁見ためにパリを訪れた。
1815年から1844年にかけて設計した屋敷の庭園は、現在世界遺産のムスカウ公園として知られる。ナイセ川をまたぎ造園されたため、第二次世界大戦後、オーダー・ナイセ線がドイツとポーランドの新国境となると、庭園も2か国に分かれる結果となった。
英国式の庭園様式をモデルに建築家カール・フリードリヒ・シンケルとともに構想していたのであるが、途中の1828年には家運建て直しに英国にわたっており、財政上の理由により当初の構想からは縮小し実施していた。実際の構想までの完成は後継者たちに引き継がれていくが、ムスカウ自身はほぼ完成した1845年にはオランダ・フリードリヒらに売却し、近くのプラニッツに引きこもっている。
その間1834年に自身の造園指針を表した『Audeutungen ukes Landscheftsgartenerei』を刊行。
1842年にプロイセン王国の王子からの依頼で、バーベルスベルク城庭園設計にも従事。1846年にはブラニッツ公園を設計し始めた。1871年に自身の死まで制作し続ける。
1850年までにゴットフリート・ゼンパーにバロック様式に改装された農家のゲートウェイ改造を1858年までに行う。その後も様々な小屋、納屋、さらには刑務所の経済セクターまで、さらなる設計のため経済基盤を固めていった。狩猟小屋は完成後に自身の後継者であるプリンス・フレデリックに授けた。発見される壮大な古い木々に囲まれた壁のわずか数遺跡は1970年代に焼失。 
1861年にはバーベルスベルクの庭を制作。1865年、自身が手がけたBranitzerの公園を通じて、無秩序な鉄道事業に対し抗議し、その縁で1868年にはBleyeのヘッドガーデナーに任命された。
1871年、プリンスピュックラー死去。
最後の日記の1870年12月に、芸術は、生活の中で最も高く、最も気高い。人類の利益のために芸術がある。ために、私の強さは、私は長い寿命を持っている、と記述がなされている。 自身の死に際し遺書が残される。大きな池の高くそびえる墓標の真っ只中に側で忠実なきみとして公園を望む棺の古墳で1884年、ブラ公園の湖のピラミッドに埋葬される。ピュックラーの土地所有権は自身の甥、カウントハインリッヒ・フォン・ピュックラーに渡される。